# Laura Vílchez Sánchez
Laura Vílchez Sánchez (n. Sabadell, Barcelona, Cataluña, 1979) es una política y administradora de empresas española.

## Biografía
Nacida en la localidad catalana de Sabadell en el año 1979. Licenciada en Ciencias Empresariales y Mercadotecnia por el campus barcelonés de la Escuela de Administración de Empresas (EAE Business School). Ha desempeñado su carrera profesional trabajando en los departamentos de administración de diversas empresas, llegando a ocupar el puesto de jefa de administración.
En el año 2010 entró en el mundo de la política como militante de Ciudadanos-Partido de la Ciudadanía (Cs).
Su primera incursión en política fue a nivel municipal, cuando se presentó como candidata a la alcaldía de su pueblo natal, Sabadell, en las Elecciones Municipales de 2015.
Al mismo tiempo, también obtuvo un escaño de diputada en las Elecciones al Parlamento de Cataluña de 2015 por la Circunscripción electoral de Barcelona.
Como diputada de la XI legislatura del Parlamento de Cataluña tomó posesión el 26 de octubre. Durante esta legislatura ha pertenecido a las siguientes instituciones parlamentarias: Comisión de Políticas de Juventud; Comisión de la Infancia; Comisión de Economía y Hacienda; Comisión de Trabajo (CTR); Comisión de Empresa y Conocimiento; y la Comisión de Estudio de la Emprendeduría y de los Autónomos (CEEA).
Posteriormente fue reelegida en su escaño de diputada por Barcelona tras las Elecciones al Parlamento de Cataluña de 2017.
Como diputada de la XII legislatura del Parlamento de Cataluña tomó posesión el 17 de enero de 2018 y desde entonces ha ido perteneciendo a las siguientes instituciones parlamentarias: Diputación Permanente; Consejo Asesor del Parlamento sobre Ciencia y Tecnología (CAPCIT); Comisión del Reglamento (CR); Comisión de la Infancia (CDI); Comisión de Economía y Hacienda (CEH); Comisión de Empresa y Conocimiento (CEC); Comisión de Estudio del Trabajo Autónomo (CETA); y Grupo de Portavoces de los grupos parlamentarios en la Comisión de Estudio del Trabajo Autónomo.
Desde el día 29 de mayo de 2019 es la nueva Secretaria Tercera del Parlamento de Cataluña,
Al mismo tiempo es la Secretaria Autonómica de Relaciones Institucionales de Ciudadanos en Cataluña y miembro del Consejo General de Ciudadanos.